# Isole Shumagin
Le Isole Shumagin (in lingua aleutina Qagiigun) sono un gruppo di 20 isole al largo della costa meridionale della penisola di Alaska; appartengono amministrativamente al Borough delle Aleutine orientali.
Le maggiori isole del gruppo sono:
- Isola Unga
- Isola Nagai
- Isola Popof
- Isola Korovin

Alle quali si aggiungono: Andronica, Big Koniuji, Little Koniuji, Simeonof, Chernabura e Bird. L'area totale delle isole è di 1 192,369 km². La popolazione totale delle isole era di 953 abitanti al censimento del 2000; la quasi totalità di essi vive nella cittadina di Sand Point sull'isola Popof.
Le isole Shumagin hanno preso il nome di Nikita Šumagin, uno dei marinai di Vitus Bering, morto di scorbuto e sepolto sull'isola Nagai durante la spedizione nei mari artici del 1741.